# Gare de Naples Mergellina
La Gare de Naples Mergellina (en italien : Stazione di Napoli Mergellina) dessert la ville de Naples, en Campanie dans le sud de l'Italie. Elle est située  Corso Vittorio Emanuele, au sud-ouest du centre-ville. Elle n'est qu'à environ 200 mètres au nord de la marina Mergellina, d'où partent les hydroglisseurs pour les îles du Golfe de Naples.
Ouverte en 1925, elle est la troisième plus importante gare ferroviaire de Naples, après Napoli Centrale et Napoli Campi Flegrei. Elle fait également partie de la ligne Villa Literno–Napoli Gianturco.
La station est actuellement gérée par la Rete Ferroviaria Italiana (RFI).

## Histoire et description
La station a été inaugurée le 20 septembre 1925, lors de l'inauguration de la ligne Villa Literno–Napoli Gianturco . L’extérieur est caractérisé par la présence de décorations en stuc, de piliers et de colonnes en saillie ; le rez-de-chaussée est décoré de pierre de taille rustique. Deux arcs latéraux, richement décorés, correspondent aux deux entrées de la gare, tandis que celui du centre au sommet abrite une horloge soutenue par des anges en stuc ; L’auvent en fonte en porte-à-faux est également remarquable.
L’intérieur se compose de deux salles, l’une pour les arrivées et l’autre pour les départs, toutes deux couvertes d’une voûte en berceau à caissons avec des décorations Art Nouveau et des briques de verre ; rntre les deux, il y a une salle utilisée comme point de rafraîchissement qui relie les deux grandes salles. Le sol est en marbre, tandis que des guichets ont conservé leurs des cloisons en bois de style classique.

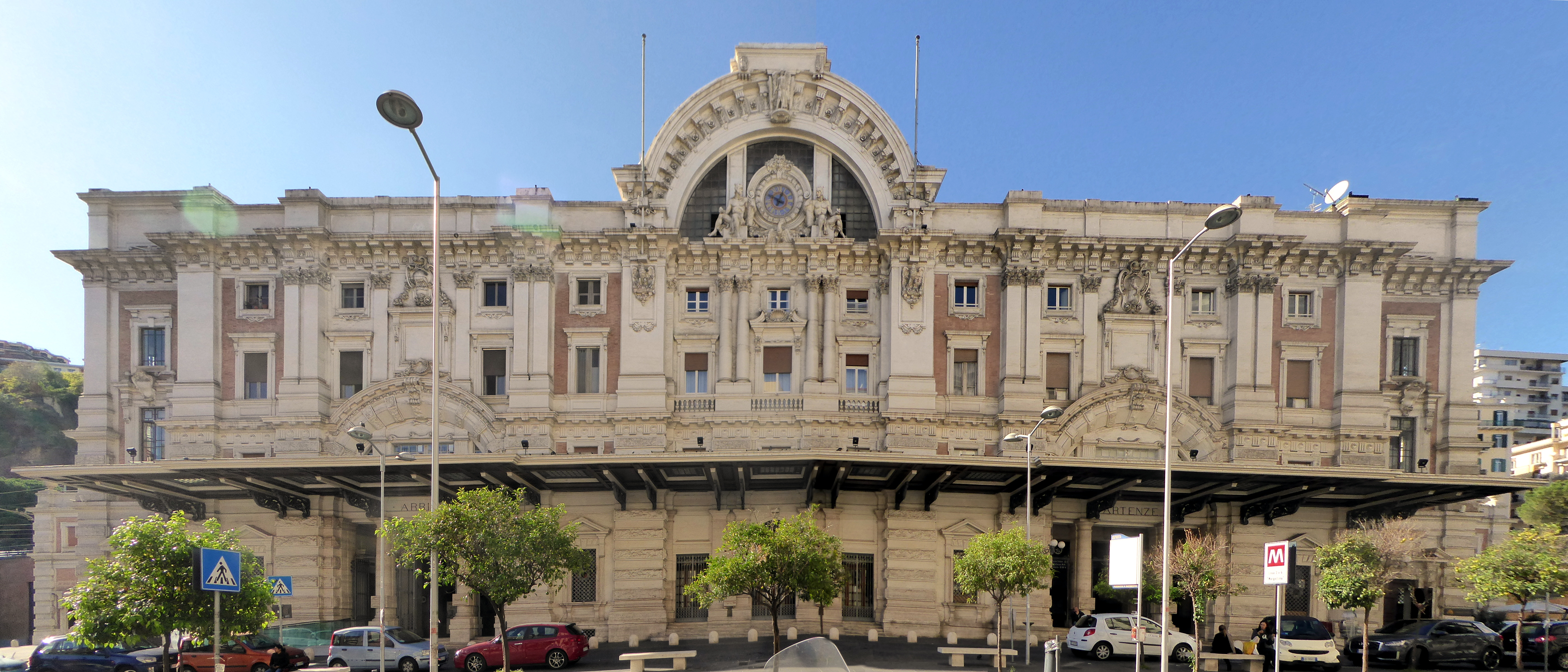
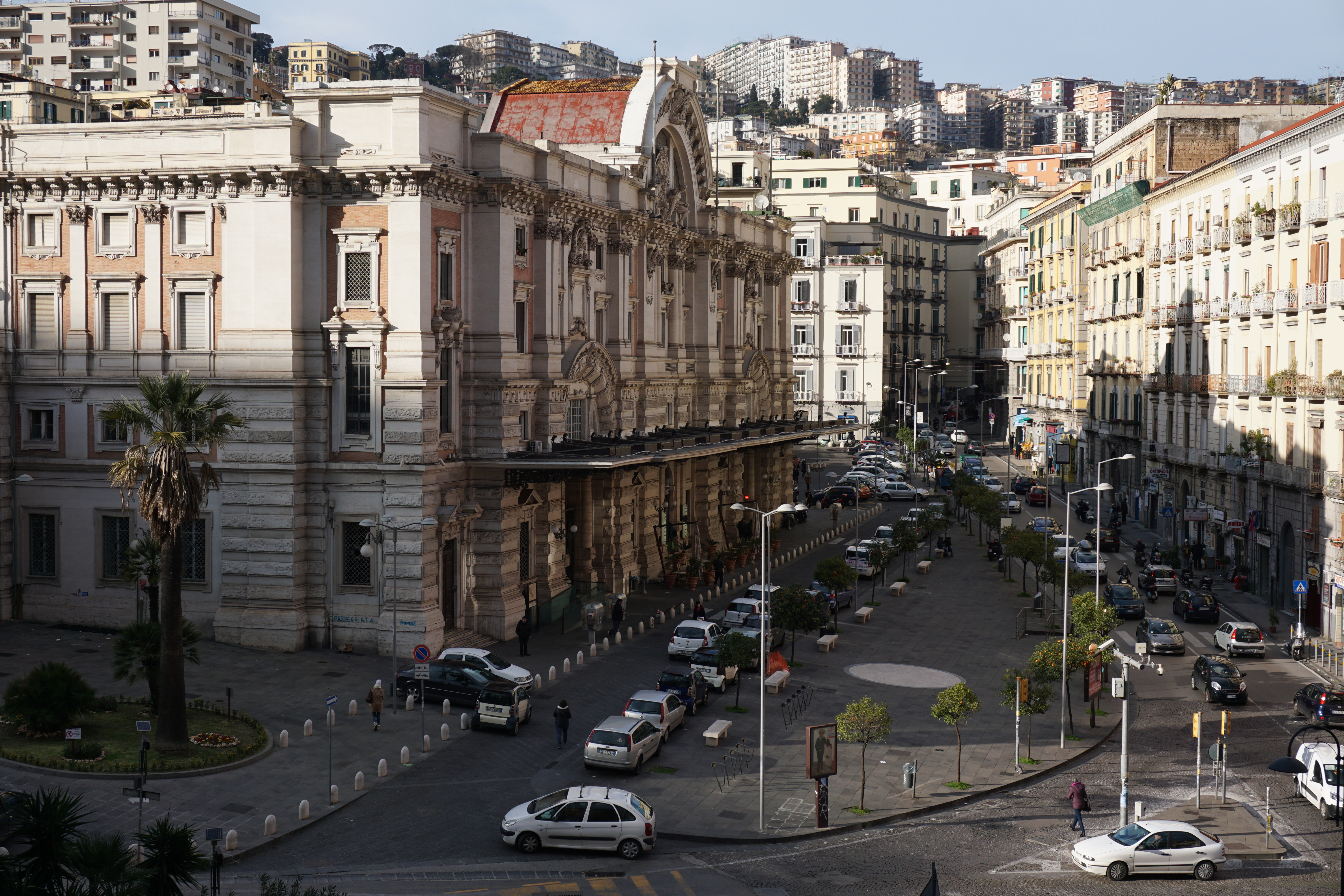
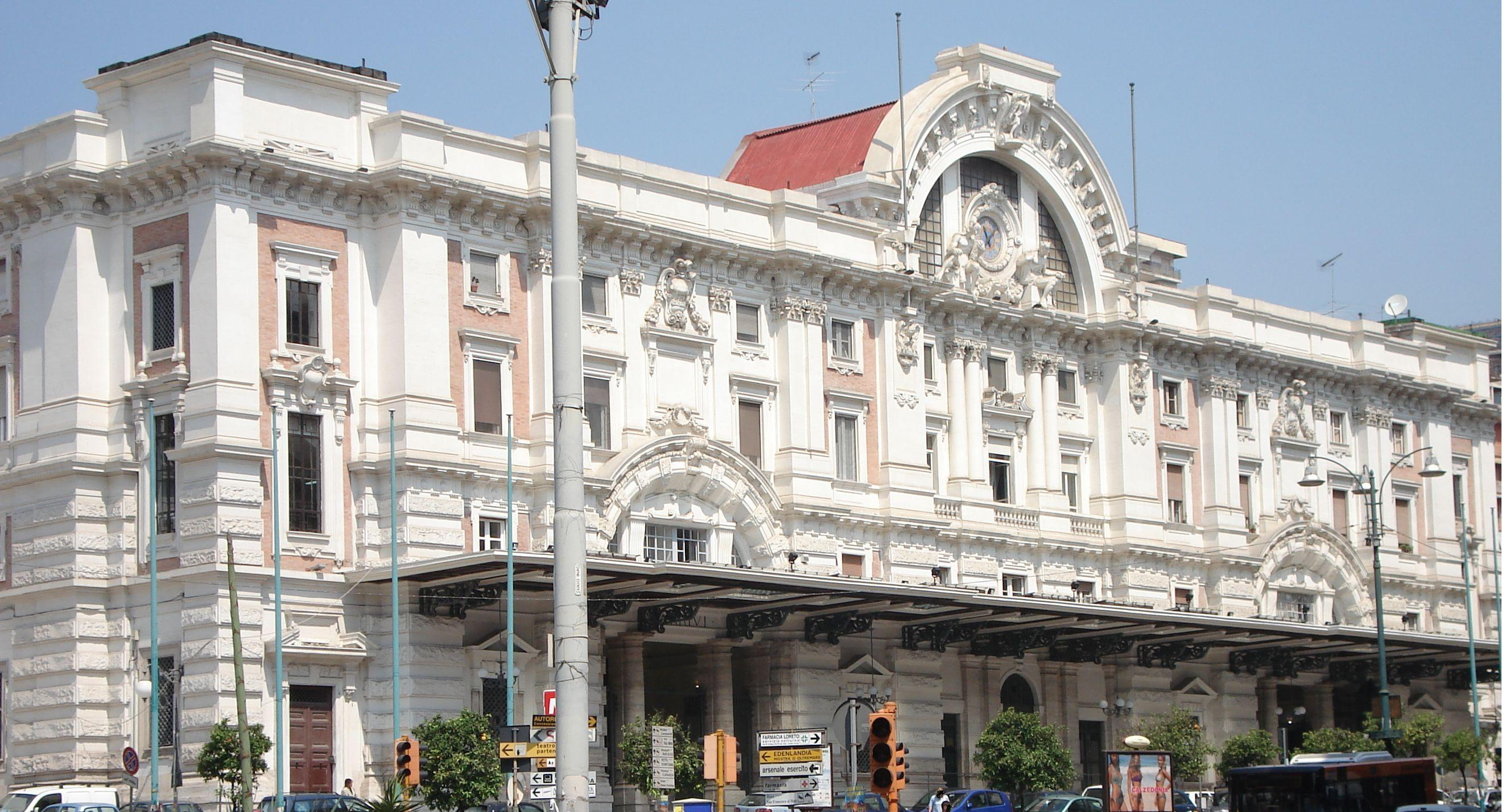
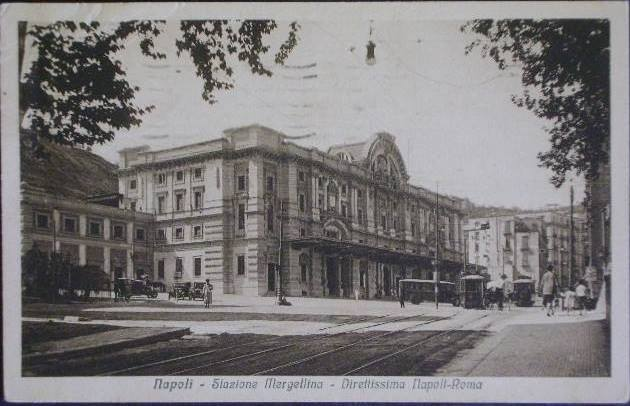

La gare dénombre environ 6,2 millions de mouvements de passagers chaque année.